# L'Aventure (film, 1925)
Pour les articles homonymes, voir L'Aventure et Adventure.
Pour plus de détails, voir Fiche technique et Distribution.
L'Aventure (Adventure) est un film américain réalisé par Victor Fleming, sorti en 1925.

## Synopsis
Dans les îles Salomon, David Sheldo est un propriétaire terrien qui tombe malade de la fièvreaprès la mort de plusieurs de ses ouvriers agricoles des suites de cette maladie dites des eaux noires. Peu après arrive Joan Lackland à bord d'une goélette et faisant appel à son équipage, elle défend Sheldon contre une attaque des indigènes, mener par Googomy. Au fil du temps, elle et David deviennent partenaire d’affaires de David après s'être débarrassé de deux prêteurs cupides. Afin de se venger, ces derniers incitent les indigènes à la révolte. 

## Fiche technique
- Titre original : Adventure
- Titre français : L'Aventure
- Réalisation : Victor Fleming
- Scénario : Gordon Rigby et A. P. Younger d'après L'Aventureuse de Jack London
- Photographie : Charles Edgar Schoenbaum
- Pays de production : États-Unis
- Format : Noir et blanc - Film muet
- Date de sortie : 1925

## Distribution

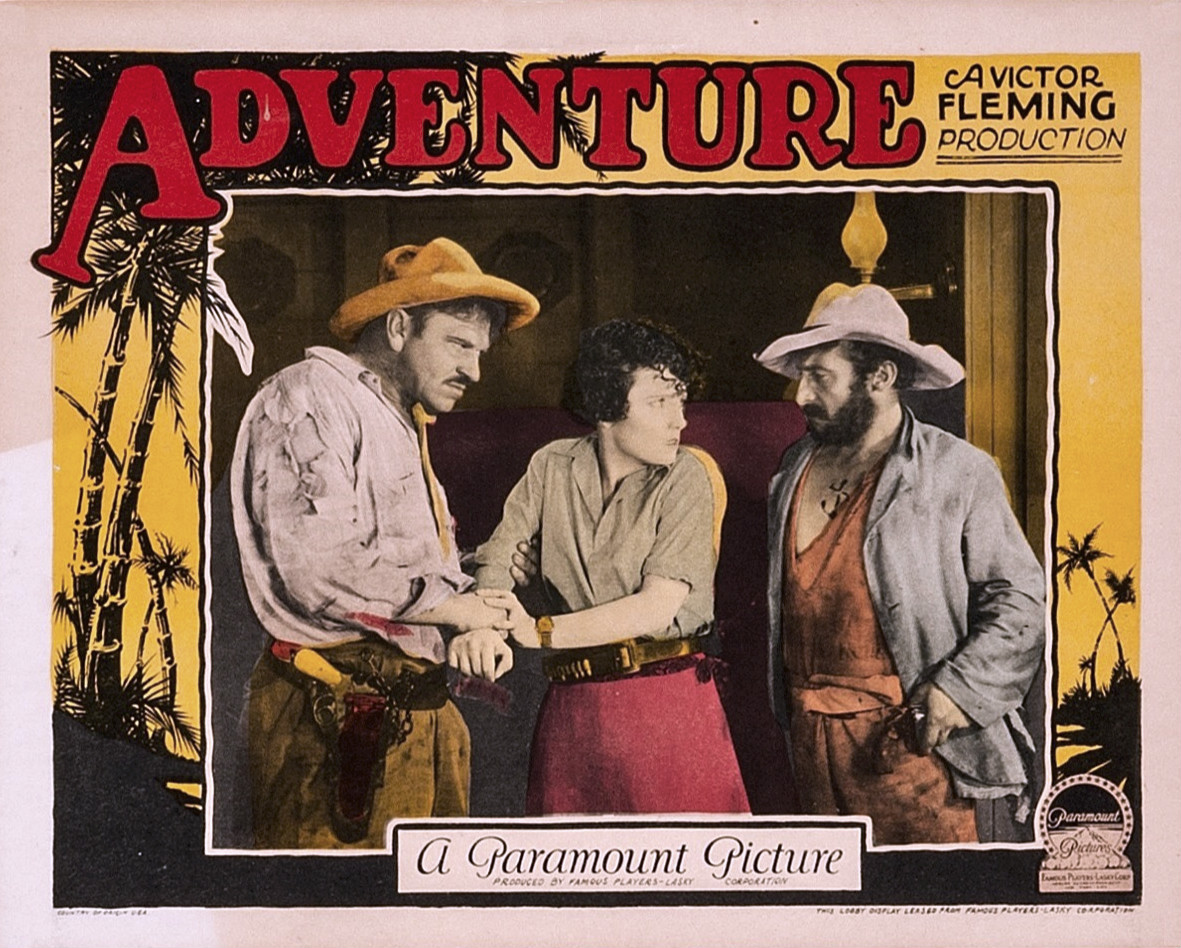
Autre carte promotionnelle du film.

- Tom Moore : David Sheldon
- Pauline Starke : Joan Lackland
- Wallace Beery : Morgan
- Raymond Hatton : Raff
- Walter McGrail : Tudor
- Duke Kahanamoku : Noah Noa
- Noble Johnson : Googomy